# Distretto di Viraco
Il distretto di Viraco è uno dei quattordici distretti della provincia di Castilla, in Perù. Si trova nella regione di Arequipa e si estende su una superficie di 141 chilometri quadrati.

Ha per capitale la città di Viraco e contava 1.956 abitanti al censimento 2005.